# Chaetodon marleyi
Espèce
Statut de conservation UICN

 LC  : Préoccupation mineure
Chaetodon marleyi est une espèce de poissons appartenant à la famille des Chaetodontidae.

## Répartition
Chaetodon marleyi se rencontre dans l'ouest de l'océan Indien, depuis la baie de Maputo au Mozambique jusqu'à Lambert's Bay (en) en Afrique du Sud, et est présent jusqu'à une profondeur maximale de 120 m.

## Description
La taille maximale connue pour Chaetodon marleyi est de 200 mm.

## Étymologie
Son nom spécifique, marleyi, lui a été donné en l'honneur de Harold Walter Bell-Marley (1872-1945) qui a collecté les spécimens analysés.

## Publication originale
- (en) Regan, « Three new fishes from South Africa, collected by Mr. H. W. Bell Marley », Annals of the Durban Museum, vol. 3, no 1,‎ 1921, p. 1-2 (lire en ligne, consulté le 30 décembre 2019).